# Кясиварси
Кясиварси (фин. Käsivarren erämaa) — вторая по величине заповедная территория после Калдоайви в регионе Лапландия, Финляндия. Площадь 2206 квадратных километров (852 кв. миль). По числу туристов самая популярная резервация в Финляндии. Образована в 1991 году как одна из заповедных зон. Управляется лесной службой страны.
Территория расположена на горных массивах — фьельдах. В этом регионе они заметно ниже, чем в остальной Финляндии.
Слово Käsivarsi означает буквально «рука», что отсылает к национальному символу страны — деве Финляндия.